# Creu de terme

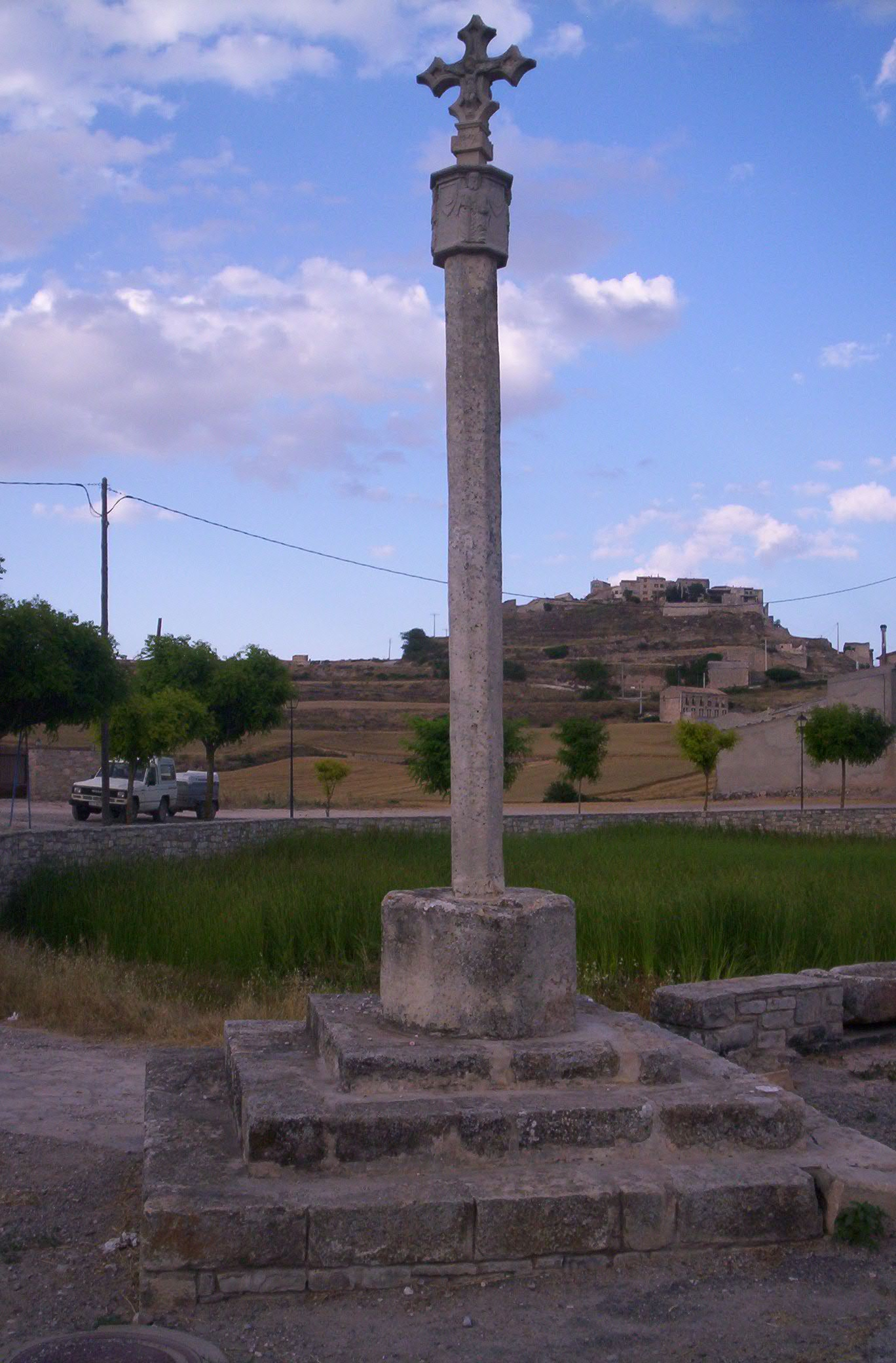
Creu de terme de Forès (Conca de Barberà)

La creu de terme o peiró és una creu monumental, habitualment de pedra, que s'ubicava prop de l'entrada de poblacions o monestirs o vora els camins.
Acostuma a estar decorada amb temes de la Crucifixió o heràldics i s'alça sobre un pedestal o base poligonal amb graons. De creus se'n poden trobar de diverses tipologies; si fa o no fa treballades o d'altura diferent, etc. Però totes elles són plenes de simbolisme, d'història i cultura que s'ha conservat als pobles de generació en generació.
L'origen de les creus de terme és incert però es creu delimitaven els termes de les poblacions. Sempre se situaven al costat d'un camí per tal de donar la benvinguda o acomiadar els transeünts que havien passat per la població en qüestió. Es té notícia documental d'aquesta tradició a la primeria del segle xi. Són esmentades l'acta de consagració de Sant Pere del Pi al Conflent el 1022 o de Vilabertran a l'Empordà l'any 1100. Durant la Guerra Civil espanyola, foren aterrades la majoria d'aquestes creus terminals. Algunes foren rescatades i conservades en museus locals com la de Mataró del segle xvi. En alguns casos foren reconstruïdes o restaurades posteriorment com a Sant Celoni i altres pobles i ciutats.
D'entre les més antigues que es poden admirar avui dia destaquen la Creu Verda de Montblanc (que data del segle xii) o les creus de Sant Guim de Freixenet (segle xii - segle xiii), de Bellver d'Ossó (del segle xiii), de Begues (segle xiv),o la del Monestir de Sant Cugat, de Sant Cugat del Vallès entre moltes altres.
Una altra creu de terme és el Coll de la Creu dalt d'un turó molt elevat respecte a la població de la Palma d'Ebre (Ribera d'Ebre)

## Creus cobertes

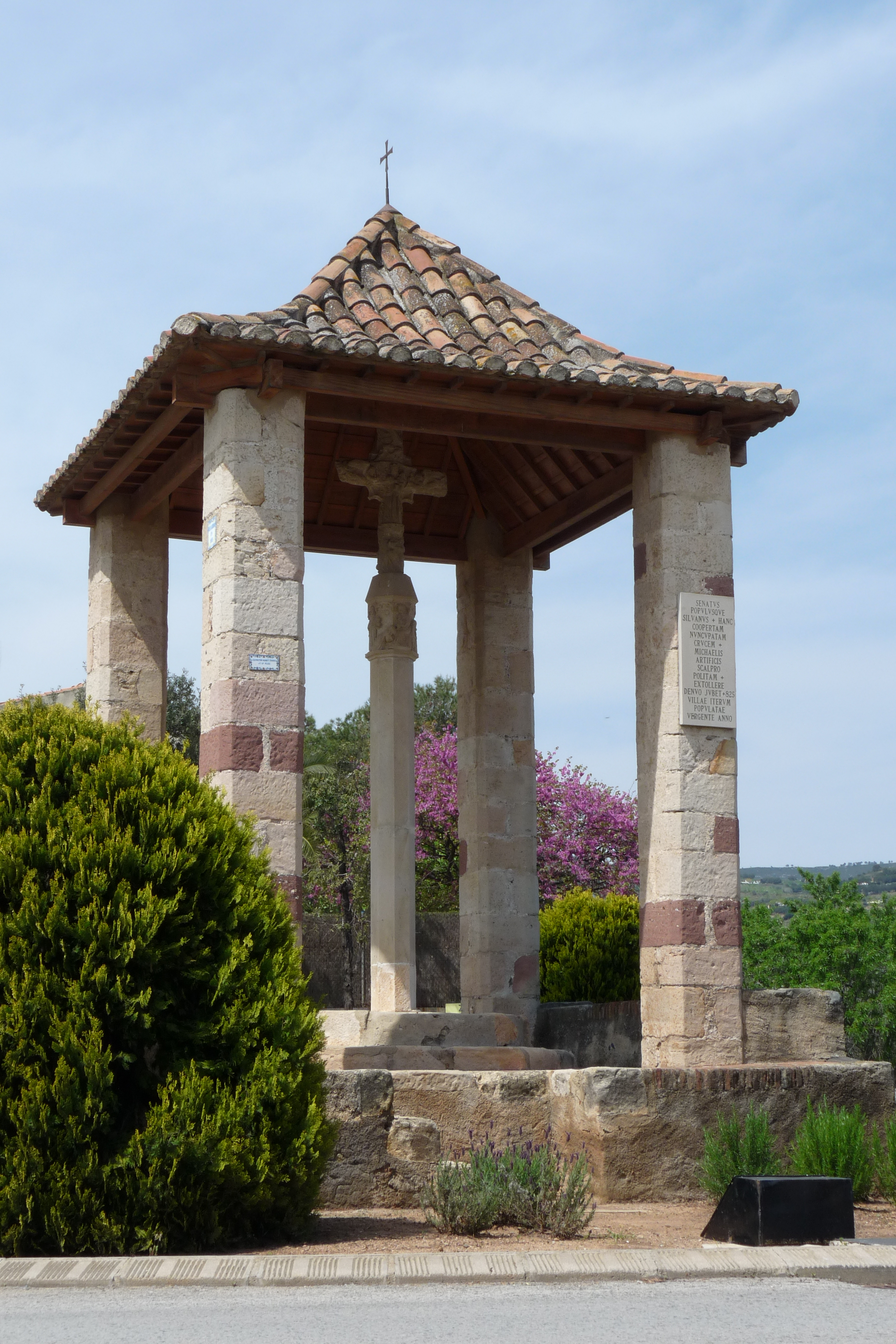
La Creu Coberta de la Selva del Camp

A partir del segle xv, es va començar a protegir les creus amb una teulada, normalment de quatre vessants, sostinguda per pilars i anomenada creu coberta. Es tracta de peces majoritàriament gòtiques i renaixentistes, si bé també se'n troben de barroques.
La creu coberta barcelonina, al coll dels Inforcats la Creu Coberta, era del segle xiv i es considerava de les més antigues. Construïdes al llarg del segle xv, consta l'existència de creus cobertes a València, Vic, Gandesa, la Selva del Camp, Vallfogona de Ripollès, Torà de Riubregós, Corbera de Llobregat, Sorita (Creu de la Balma) i Xàtiva (Creucoberta), algunes de les quals encara subsisteixen.